# Hypopygiopsis violacea
Hypopygiopsis violacea är en tvåvingeart som först beskrevs av Macquart 1835.  Hypopygiopsis violacea ingår i släktet Hypopygiopsis och familjen spyflugor. Inga underarter finns listade i Catalogue of Life.